# Štefan Lülik
Štefan Lülik (madžarsko Lülik István), slovenski evangeličanski učitelj in pisatelj, * 1764, Strukovci; † 30. marec 1847, Puconci.
Najprej je učiteljeval v Rajki (ob madžarsko-slovaški meji), zatem je bil učitelj in kantor v Pucincih. Takrat je iz nekaj nemških knjižic naredil šolsko knjižico, v kateri je Prekmurje poimenoval za »Szlovenszko kraino«, njegove prebivalce, ki so jih v madžarščini imenovali vandali (vandalus) pa za slovence. V 19. stoletju je namreč na Madžarskem veljalo splošno prepričanje, da so Slovenci na Madžarskem potomci Vandalov.
Okrog 1833 je napisal večji, obširnejši dvojezični (prekmursko-madžarski) učbenik, ki ni bil natisnjen. Rokopis danes hranijo v državnem arhivu v Sombotelu.

## Dela
- Nôvi abeczedár z-nisteri nemski táksi kní'zicz vküp pobráni, i na szlovenszki jezik preobernyeni p. L. S. P. S. Stampani v-Soprôni pri Kultsár Kataline odvêtki v-1820tom leti.
- Té velke ABC ali Solszka-Vcsenyá v-zgovárjanyi vu Plemenitom Vas Vármegyővi ſztojécsim ſzlovenom na vörazsirjávanye vogrszkoga jezika zgotovlene po Lülik Stevani. (rokopis)